# Rabía Jasszín
Mohamed Rabía Jasszín (arabul: ربيع ياسين); (Bani Szuvajf, 1960. szeptember 7. – ) egyiptomi válogatott labdarúgó és edző. 

## Pályafutása

### Klubcsapatban
1979 és 1992 között az el-Ahlí játékosa volt, melynek tagjaként négy bajnoki címet szerzett és 1987-ben megnyerte a bajnokcsapatok Afrika-kupáját. 

### A válogatottban
1982 és 1992 között 109 alkalommal szerepelt az egyiptomi válogatottban és 1 gólt szerzett. Részt vett az 1990-es világbajnokságon, ahol a Hollandia, az Írország és az Anglia elleni csoportmérkőzésen kezdőként lépett pályára. Tagja volt az 1986-os afrikai nemzetek kupáján aranyérmet szerző válogatott keretének és részt vett az 1984. évi nyári olimpiai játékokon, illetve az 1988-as és az 1992-es afrikai nemzetek kupáján.

## Sikerei, díjai
el-Ahlí SC
- Egyiptomi bajnok (4): 1984–85, 1985–86, 1986–87, 1988–89
- Bajnokcsapatok Afrika-kupája győztes (1): 1987
- Kupagyőztesek Afrika-kupája győztes (3): 1984, 1985, 1986
- Afro-ázsiai klubok kupája győztes (1): 1988

Egyiptom
- Afrikai nemzetek kupája győztes (1): 1986